# Frederic Pryor
Pour les articles homonymes, voir Pryor.
Frederic LeRoy Pryor, né le 23 avril 1933 à Owosso dans le Michigan et mort le 2 septembre 2019 à Newtown Square en Pennsylvanie, est un économiste et universitaire américain, travaillant au Swarthmore College.

## Biographie
Frederic Pryor commence par étudier la chimie à l'Oberlin College, dans l'Ohio, dont il sort diplômé en 1955, mais, après avoir poursuivi des études à Yale jusqu'en 1959, il entre à l'Université libre de Berlin en études est-européennes. Il se retrouve alors au cœur d'un malentendu qui le fait arrêter par la Stasi en août 1961 et retenu sans charges. Il est relâché à Checkpoint Charlie le 10 février 1962, en même temps que le pilote Francis Gary Powers, grâce à l'action de l'avocat James Donovan.

## Dans la culture
- Dans le film Le Pont des espions, le rôle de Pryor est tenu par l'acteur Will Rogers.